# GSC 게임 월드
GSC 게임 월드(영어: GSC Game World)는 우크라이나의 비디오 게임 회사이다. 1995년 키이우에서 설립되었다. 《코삭 시리즈》와 《스토커 시리즈》로 잘 알려져 있다.

## 게임
- 코삭: 유러피언 워
- 아메리칸 컨퀘스트
- 스토커: 쉐도우 오브 초르노빌
- 스토커: 클리어 스카이
- 스토커: 콜 오브 프리피야트